# Ilbesheim bei Landau in der Pfalz
Ilbesheim bei Landau in der Pfalz is een plaats in de Duitse deelstaat Rijnland-Palts, en maakt deel uit van de Landkreis Südliche Weinstraße.
Ilbesheim bei Landau in der Pfalz telt 1.153 inwoners.

## Bestuur
De plaats is een Ortsgemeinde en maakt deel uit van de Verbandsgemeinde Landau-Land.